# Берберска овца
Берберска овца (лат. Ammotragus lervia) је врста дивље козе из породице шупљорогих говеда (Bovidae).

## Распрострањење
Ареал берберске овце обухвата већи број медитеранских и држава Сахела. Врста је присутна у Шпанији, Египту, Либији, Судану, Алжиру, Мароку, Мауританији, Малију, Нигеру, Чаду и Тунису. Уведена је у Северну Америку (Сједињене Америчке Државе и Мексико) људском интервенцијом.

## Станиште
Станишта врсте су шуме, планине, брдовити предели, полупустиње и пустиње. Врста је по висини распрострањена до 4.100 метара надморске висине. Врста је присутна на подручју Сахаре у северној Африци.

## Угроженост
Ова врста се сматра рањивом у погледу угрожености врсте од изумирања.